# Fang La
 (juin 2017).
Si vous disposez d'ouvrages ou d'articles de référence ou si vous connaissez des sites web de qualité traitant du thème abordé ici, merci de compléter l'article en donnant les références utiles à sa vérifiabilité et en les liant à la section « Notes et références ».
Fāng Là (chinois simplifié : 方腊 ; chinois traditionnel : 方臘) fut un rebelle du temps de la dynastie Song en Chine, relié à l'histoire des 108 héroïques brigands du célèbre roman chinois Au bord de l'eau (水滸 Shuǐ Hǔ).

## La révolte de Fang La

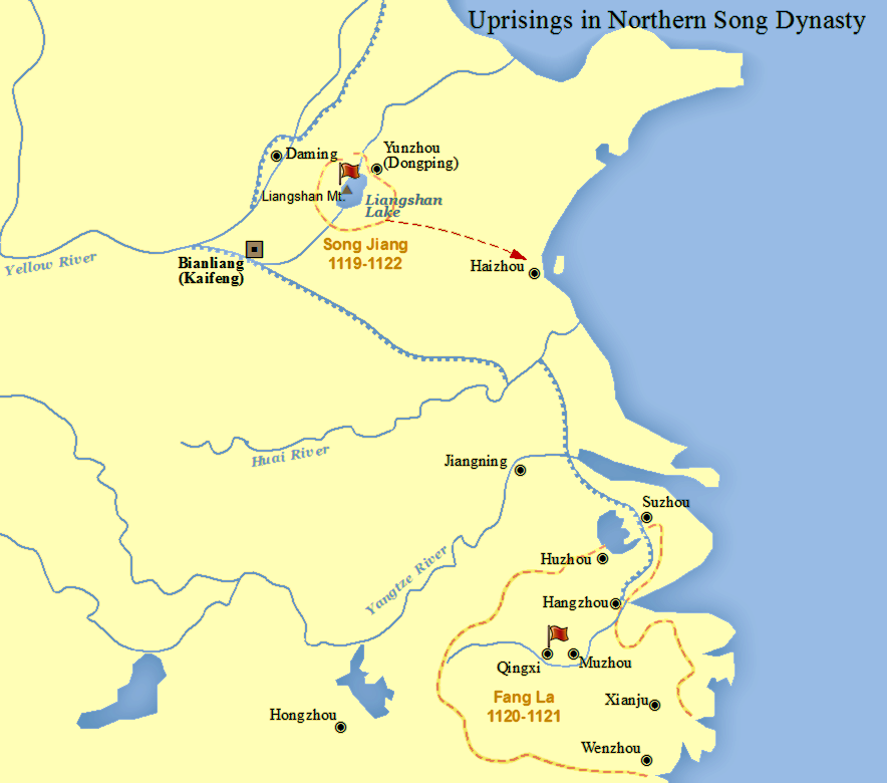
Soulèvements contre les Song du Nord : 1119-1122.

La révolte Fang La eut lieu en Chine en 1120-1121, vers la fin de la dynastie des Song du Nord.
De son métier, Fang La était un bûcheron. Étant un homme du sud du Yangzi Jiang, il devint frustré et irrité de voir la corruption croissante qui sévissait à la cour des Song. Cette colère était partagée par beaucoup de ses compatriotes, qui, comme lui, souffraient de la pauvreté ; aussi trouva-t-il rapidement chez eux un soutien massif. Il rassembla alors des troupes au sud du Yangzi Jiang, et en vint à menacer l'empereur du nord. Il conquit un vaste territoire au sud du Yangzi, créa sa propre cour, et se déclara empereur.
Cette révolte sectaire est emblématique des périodes de grande violence en Chine. Kao estime à plusieurs millions de morts le coût humain de l'application des principes spirituels de Fang La et de ses hommes : « ils prenaient un énorme plaisir à tuer ».
La révolte de Fang La fut écrasée par des armées locales, unies pour lutter contre lui par les mêmes fonctionnaires corrompus qu'il avait voulu abattre. Fang La fut capturé et exécuté en 1121.
Contrairement au roman Shuǐ Hǔ (Au bord de l'eau) Fang La ne rencontra jamais les 108 brigands-héros de Song Jiang ; il ne rencontra pas non plus Song Jiang, qui vécut à une autre époque.